# Rejlers
Rejlers är ett börsnoterat teknikkonsultbolag med drygt 3300 anställda (2025). Av dessa var 1800 anställda i det svenska bolaget, Rejlers Sverige AB, 2025.
Rejlers medarbetare återfinns inom områden som energi, industri, infrastruktur, fastigheter och telekom. Rejlers har verksamhet i Sverige, Finland, Norge och Förenade Arabemiraten. År 2021 omsatte bolaget 2,9 miljarder kronor. 

## Historik
Rejlers grundades i Växjö (Småland) år 1942 av Gunnar Rejler och har varit verksamt som teknikkonsultbolag sedan dess. Bolagets styrelseordförande Peter Rejler är sonson till grundaren Gunnar Rejler, däremellan har även Jan Rejler varit VD. Perioden 2012-2014 var Eva Nygren vd och koncernchef. I april 2014 återinträdde Peter Rejler som vd och koncernchef för Rejlers fram till att Viktor Svensson övertog rollen i februari 2018.  
Rejlers verksamhetsområden är elteknik, energi, mekanik, automation, IT, järnväg, väg och ICT/telekom. 
Bolagets verksamhet har i stora drag sammanfallit med Sveriges utveckling som industrination. Initialt var man verksam med utbyggnaden av elnäten i Sverige; senare deltog bolagets medarbetare i industrialiseringen och miljonprogrammet av bostäder. Under 1990- och 2000-talen har järnväg och telekom tillkommit som verksamheter. Under 2010-talet utvecklas även miljöteknik som ett särskilt affärsområde.